# Charlotte Klein
Charlotte Klein, född 1834, död 1915, var en dansk konstnär och kvinnosakspolitiker. 
Hon var dotter till köpman Simon Unna (1792-1852) och Johanne Marie Schrøder (1800-1877). Charlotte Klein var engagerad i kvinnosaken redan från en ung ålder, vilket hon fortsatt var efter att hon blev gift med arkitekten Vilhelm Klein år 1866. 
1871 blev hon medlem av det då nybildade Dansk Kvindesamfund, och då Kvindelig Læseforening blev bildades 1872, var hon fram till 1874 dess första ordförande.
År 1876 var Charlotte och Vilhelm Klein grundare av, och föreståndare för, Tegneskolen for Kvinder. Vid skolans 25-årsjubileum 1901, mottog hon Fortjenstmedaljen i guld.